# 1782 na música

## Nascimentos
| Data          | Nome             | Profissão               | Nacionalidade | Observações | Ref |
| ------------- | ---------------- | ----------------------- | ------------- | ----------- | --- |
| 26 de Julho   | John Field       | pianista e compositor   | Irlanda       | m. 1837     |     |
| 27 de Outubro | Niccolò Paganini | compositor e violinista | Itália        | m. 1840     |     |

## Mortes
| Data         | Nome                  | Profissão       | Nacionalidade | Observações | Ref |
| ------------ | --------------------- | --------------- | ------------- | ----------- | --- |
| 1 de Janeiro | Johann Christian Bach | compositor      | Alemanha      | n. 1735     |     |
| 15 de Julho  | Farinelli             | cantor de ópera | Itália        | n. 1705     |     |